# Татренска планинска овчарка
Татренската планинска овчарка (на полски: Polski owczarek podhalański) или полска татренска овчарка е порода кучета, произхождаща от Татрите в Полша. Историята ѝ датира от 14 век, когато предците ѝ са я донесли от влашки овчари по тези земи. Била използвана да охранява овцете. Призната е от МФК през 1920, а първият клуб за породата е основан през 1973 в Закопане. Според археолози по-древните предшественици на породата са живели в Азия и са приличали на тибетския дог.
Близки родственици на татренското планинско куче са пиренейското планинско куче, словашкия чувач и унгарския кувас. Високи са 60 – 70 см и тежат 45 – 60 см, а дългата бяла козина визуално увеличава обема им още. Кучетата от тази порода са много интелигентни и се поддават лесно на дресировка, но са и упорити, което ги прави по-подходящи за хора с опит в отглеждането на кучета.